# Bogusław Jan Horain
Bogusław Jan Horain herbu Szreniawa – sędzia ziemski kijowski w latach 1663–1674, pisarz ziemski łucki w latach 1657–1665.
Deputat na Trybunał Główny Koronny w latach 1644/1645 z województwa wołyńskiego. Był elektorem Jana II Kazimierza Wazy.